# Château de Bredenfelde
Le château de Bredenfelde (Schloss Bredenfelde) est un château néogothique allemand situé à Bredenfelde dans l'arrondissement du Plateau des lacs mecklembourgeois (Mecklembourg-Poméranie-Occidentale).

## Histoire
Ernst Hans Heinrich von Heyden a été élevé à Kartlow, où plus tard son frère Woldemar von Heyden (de) (1809-1871) fait construire par Friedrich Hitzig (élève de Karl Friedrich Schinkel) le nouveau château de Kartlow en style néogothique. Aussi décide-t-il de faire de même à Bredenfelde et le château est construit entre 1852 et 1854. Hitzig prend aussi comme modèle le château de Kittendorf qu'il venait juste de construire pour le chambellan du grand-duc de Mecklembourg-Schwerin. Ernst Hans Heinrich von Heyden meurt prématurément en 1859 et sa veuve dirige le domaine jusqu'à sa mort en 1908.
Son fils Ernst Werner von Heyden fait faillite à cause de la crise économique de 1929 et vend le domaine en 1932. Il est acheté par la famille Ladendorff qui le transforme en hôtel et en magasin de produits coloniaux. Les propriétaires sont expropriés et expulsés à la fin de la guerre et le château abrite des réfugiés expulsés majoritairement des anciens territoires allemands de l'Est (ex-province de Prusse-Orientale et province de Prusse-Occidentale). Du temps de la république démocratique allemande, l'ancien château accueille un combinat populaire de construction de logements. Il n'y aucune restauration et, après l'écroulement d'une partie du toit dans les années 1970, l'ancien château est presque devenu une ruine...
Le château est vendu à un propriétaire privé en 1997 qui le restaure jusqu'en 2002, pour en faire un hôtel.

## Architecture
Le château de style néogothique anglais à la Tudor comprend un corps de logis entre deux tours, l'une octogonale, l'autre ronde décorée d'une frise de roses. On remarque l'énorme blason de la famille von Heyden au-dessus du pignon qui domine l'entrée contre la tour octogonale. Celle-ci mène à un grand hall d'entrée qui dessert les anciennes salles de réception décorées de stucs et qui ouvrent les unes sur les autres. Au contraire de Kittendorf ou de Neetzow, Hitzig n'utilise pas ici de toit plat.